# Hawitta

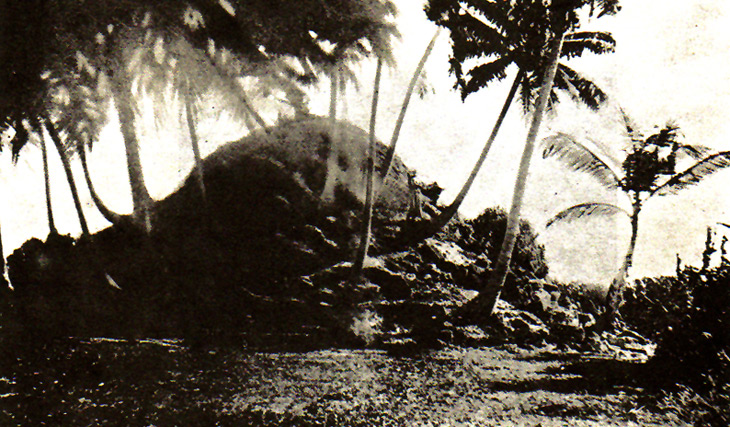
Pozůstatky hawitty, ostrov Fuvahmulah, 1922

Hawitta je označení používané na Maledivách pro uměle vytvořené kopce (stúpy), které jsou datovány do předislámského období. Původně byly tyto stavby obklopeny vnějšími opěrnými zdmi z pečlivě opracovaných kamenných desek, které byly v dřívějších dobách navíc zdobeny reliéfy. Vnitřní prostor těchto staveb byl vyplněn směsí různých materiálů, jako je vápenec, písek, neopracované korálové bloky nebo stavební materiál ze starších staveb. Jako první informaci o těchto stavbách do západního světa přinesl H. C. P. Bell, který v roce 1922 zahájil na Maledivách první archeologický výzkum.

## Islamizace a další vývoj
Během islamizace byly všechny dřívější sakrální stavby zničeny a většina vnějších konstrukcí byla odvezena jako stavební materiál. Podobný náboženský fanatismus projevovali i buddhisté přibližně o 600 let dříve. Teprve kolem roku 1980 byl takový vandalismus oficiálně zákonem zakázán.
Základy některých z těchto raných staveb byly použity i pro nejstarší mešity na Maledivách, například pro mešity v Male a Nilandu. Proto nejsou tyto mešity orientovány směrem k Mekce, jak předepisuje islámská tradice, ale přesně ve směru sever-jih a východ-západ.

## Archeologický výzkum
Maledivy v letech 1982 až 1984 několikrát navštívil Thor Heyerdahl. První moderní archeologické vykopávky zde proběhli pod vedením norského archeologa Arneho Skjølsvolda. Pod na povrchu zdevastovanými a vyrabovanými kamenitými pahorky byly odkryty zachovalé obvodové zdi hawitt. Pomocí radiokarbonové metody bylo prokázáno, že tyto stavby vznikly kolem roku 500 n. l., ale výplňový materiál obsahoval i fragmenty opracovaných kamenů ze starší doby. Před buddhistickými hawittami z období kolem roku 500, které byly pouze omítnuté vápencem, tak musely existovat stavby s mnohem jemnější kamenickou výzdobou. Tyto starší stavby zůstávají nedatované, ale jejich pozůstatky byly nalezeny v naplaveninách. Heyerdahl ve své práci tvrdí, že šlo o stupňovité pyramidy podobné zikkuratům, na jejichž vrcholu mohl stát chrám nebo svatyně. Tuto teorii podporují i místní legendy o devíti platformách s "domem" na vrcholu.

## Účel hawwit
Archeologický materiál shromážděný Heyerdahlem, Skjølsvoldem a jeho žákem Johansenem dokumentuje existenci buddhistických stúp z předislámské éry, což již dříve předpokládal Bell. Nalezeny byly také indicie o dřívějších hinduistických kultovních místech na stejných lokalitách, stejně jako o důkazy o ještě starších rituálech spojených s uctíváním slunce.